# Florentine Steenberghe (hockeyster)
Florentiene Pauline Frédérique (Florentine) Steenberghe (Utrecht, 11 november 1967) is een voormalig Nederlands hockeyster. De middenveldster van HGC speelde 113 officiële interlands (6 doelpunten) voor de Nederlandse vrouwenhockeyploeg. Voor HGC speelde ze bij Oranje Zwart en MOP.
Steenberghe, lid van de familie Steenberghe, speelde haar eerste interland op 19 augustus 1989: Nederland-Canada 4-1. Ze speelde twee keer op de Olympische Spelen en behaalde brons op de Olympische Spelen van 1996 in Atlanta op 1 augustus 1996: Nederland-Groot-Brittannië 0-0 (4-3 na strafballen). Dit was tevens haar laatste interland
Carina Benninga · 
Carina Bleeker · 
Annemieke Fokke · 
Noor Holsboer · 
Danielle Koenen · 
Helen Lejeune-van der Ben · 
Jeannette Lewin · 
Caroline van Nieuwenhuyze-Leenders · 
Martine Ohr · 
Wietske de Ruiter · 
Florentine Steenberghe · 
Carole Thate · 
Jacqueline Toxopeus · 
Cécile Vinke · 
Ingrid Wolff · 
Mieketine Wouters ·
Coach: Roelant Oltmans
Dillianne van den Boogaard · 
Mijntje Donners · 
Willemijn Duyster · 
Stella de Heij · 
Noor Holsboer · 
Fleur van de Kieft · 
Nicky Koolen · 
Ellen Kuipers · 
Jeannette Lewin · 
Suzanne Plesman · 
Wietske de Ruiter · 
Florentine Steenberghe · 
Margje Teeuwen · 
Carole Thate · 
Jacqueline Toxopeus · 
Suzan van der Wielen ·
Coach: Tom van 't Hek